# Corinna Panzeri
Corinna Panzeri (ur. 27 września 1971 w Mediolanie) – włoska szpadzistka, dwukrotna medalistka mistrzostw świata. 
Podczas mistrzostw świata w Hawanie w 1992 roku Włoszki w składzie: Saba Amendolara, Corinna Panzeri, Elisa Uga i Laura Chiesa zdobyły brązowy medal w zawodach drużynowych. Na rozgrywanych dwa lata później mistrzostwach świata w Atenach wywalczyła brązowy medal indywidualnie. Wyprzedziły ją jedynie Laura Chiesa i Niemka Katja Nass. Była też między innymi czwarta w zawodach drużynowych na mistrzostwach świata w Essen w 1993 roku.
Nigdy nie wzięła udziału w igrzyskach olimpijskich.